# Beatrice Jann
Beatrice Jann-Odermatt (* 3. Februar 1952 in Stans) ist eine Schweizer Politikerin (FDP), eine der beiden ersten Regierungsrätinnen des Kantons Nidwalden.

## Leben und Politik
Beatrice Odermatt ist die Tochter des Jakob Odermatt und der Lotti geborene Edelmann; ihre Eltern führten ein Haushaltsgeschäft in Stans. 1959–1965 besuchte Odermatt die Primarschule und absolvierte anschliessend bis 1968 die Sekundarstufe an der privaten Klosterschule St. Klara in Stans. 1968–1969 folgte ein Sprachaufenthalt in Lugano. An der Schule Berit in Luzern liess sie sich 1969–1971 zur Arztgehilfin ausbilden und arbeitete anschliessend in einem medizinisch-chemischen Labor in Luzern. 1974 heiratete sie Ruedi Jann. Bis zur Geburt ihres ersten Kindes 1975 setzte sie ihre Arbeit im gleichen Labor fort. Während der Familienphase mit zwei Kindern war sie in Teilzeitanstellung bei der Stanserhorn-Bahn in der Administration tätig und half im Haushaltsgeschäft der Eltern mit.
Beatrice Jann-Odermatts Weg in die Politik ist nicht zuletzt auf ihr Elternhaus zurückzuführen: Ihr Grossvater Jakob Odermatt war während der Kriegsjahre im Gemeinderat und als Gemeindepräsident von Stans aktiv, danach amtierte er als Oberrichter. Ihr Vater wirkte als Friedensrichter. 1986 trat Jann-Odermatt der Freisinnig-Demokratischen Partei (FDP) bei und wurde auf deren Anfrage Mitglied des Stanser Schulrats, dem sie bis 1994 angehörte und zu dessen Vizepräsidentin sie 1990 aufstieg. 1994 erfolgte ihre Wahl in den Landrat, dem sie 2000–2001 als Präsidentin vorstand. 2002 gelang Jann-Odermatt der Sprung in den Regierungsrat, in den sie zusammen mit Lisbeth Gabriel als erste Nidwaldnerin gewählt wurde. Sie leitete die Direktion für Bildung, Kultur und Sport. Nach Gabriel hatte sie 2006 als zweite Frau im Kanton das Amt der Frau Landammann inne. Zu den wichtigsten Geschäften ihrer Amtszeit zählten unter anderem der Fremdsprachenunterricht auf Primarschulstufe, die Integration von Kindern mit Behinderung in die Regelklassen sowie die Kultur- und Sportförderung. Von Amtes wegen sass Jann-Odermatt in verschiedenen Stiftungen wie etwa der Innerschweizer Kulturstiftung, der Höfli-Stiftung und der Winkelriedhaus-Stiftung. 2010 trat sie als Regierungsrätin zurück.
Beatrice Jann-Odermatt war von ihrer Jugendzeit an im Skiclub und im Turnerinnenverein Stans als Leiterin sowie in deren Vorständen aktiv. Zudem gründete sie Anfang der 1980er Jahre eine Turngruppe der Pro Senectute. Dank dieses ehrenamtlichen Engagements genoss sie lokale Bekanntheit, die sich für ihre politische Laufbahn als hilfreich erwies. 2003 wurde sie erstes weibliches Mitglied des Rotary Clubs Stans, und seit 2017 ist sie Stiftungsrätin der Stiftung Hospiz Zentralschweiz.